# Jordan Peterson
Jordan Bernt Peterson (Edmonton, 12 de junho de 1962) é um psicólogo clínico (PhD), escritor, comentarista de mídia e ex-professor canadense de psicologia da Universidade de Toronto. 
Suas principais áreas de estudo são a psicologia analítica, social e evolucionista, com particular interesse na crença ideológica, personalidade e na psicologia da religião. Ele é autor de Mapas do Significado: A Arquitetura da Crença, e de 12 Regras para a Vida: Um antídoto para o caos.
Peterson cresceu em Fairview, Alberta. Formou-se em ciência política em 1982 e em psicologia em 1984 ambos pela Universidade de Alberta. Em 1991, concluiu doutorado em psicologia clínica da pela Universidade McGill.
Permaneceu na McGill por dois anos antes de se mudar para os Estados Unidos, onde trabalhou como assistente e professor-adjunto do departamento de psicologia na Universidade Harvard, onde estudou a agressão decorrente de abuso de drogas e álcool e a predisposição herdada ao alcoolismo de filhos de alcoólatras.
Em 1997, mudou-se para a Universidade de Toronto como professor catedrático. Como acadêmico, Peterson publicou mais de cem artigos científicos, com mais de 10.000 citações e foi eleito pelos alunos da Universidade de Toronto um dos três professores da instituição que “mudaram vidas”. Em 2016, Peterson lançou uma série de vídeos em seu canal do YouTube no qual ele criticou a Lei C-16, que tratava de mudança na gramática inglesa tendo em vista os transgêneros, a qual Peterson classificou como compulsória e autoritária. Os vídeos provocaram grande controvérsia e receberam significativa cobertura da mídia. Em fevereiro de 2020, Peterson foi internado em uma clínica na Rússia para realizar um tratamento contra o seu vício em benzodiazepínicos e uma alegada ideação suicida, segundo sua filha Mikhaila Peterson. Mikhaila reclamou da "falta de empatia" com os comentários sobre o estado de seu pai nas redes sociais, que possivelmente teve complicações no tratamento por coma induzido.
Com visões políticas majoritariamente conservadoras e libertárias, é descrito como um comentarista político com viés de direita. Dorian Lynskey, escrevendo para o The Guardian, descreve o discurso de Peterson como inflamado e autopromocional, de caráter conservador e porventura conspiratório, sendo que Peterson nega estes rótulos em sua maioria.

## Biografia

### Infância e educação
Peterson nasceu em 12 de junho de 1962 e cresceu em Fairview, Alberta, uma pequena cidade a noroeste de seu local de nascimento, Edmonton. Ele era o mais velho de três filhos de Beverly, uma bibliotecária no campus de Fairview da universidade Grande Prairie Regional College, e de Walter Peterson, um professor primário. Seu nome do meio é Bernt, advindo do seu bisavô norueguês.
Aprendeu a ler aos 3 anos e frequentou a Igreja Unida do Canadá com sua mãe. Quando ele tinha 13 anos, foi introduzido aos escritos de George Orwell, Aldous Huxley, Aleksandr Solzhenitsyn e Ayn Rand por Sandy Notley, a bibliotecária de sua escola - mãe de Rachel Notley, líder do Novo Partido Democrático de Alberta e 17ª primeira-ministra de Alberta. Na adolescência, trabalhou para o Novo Partido Democrático, mas cresceu desencantado com o partido devido à preponderância enxergava naqueles que chamava de "intelectuais, socialistas de classe média e de casacos caros", que "não gostavam dos pobres; apenas odiavam os ricos".
Depois de formar-se no ensino médio em 1979, Peterson entrou na Universidade Grande Prairie Regional College para estudar ciência política. Ele mais tarde se transferiu para a Universidade de Alberta, onde completou sua graduação em 1982. Posteriormente, tirou um ano de folga para visitar a Europa. Atormentado pela corrida armamentista nuclear, desenvolveu um interesse nas origens psicológicas da Guerra Fria e sobre a capacidade da humanidade de fazer o mal. Por isso, estudou as obras de Carl Jung, Friedrich Nietzsche e Aleksandr Solzhenitsyn, em uma tentativa de racionalizar suas emoções. No ano seguinte, ele retornou para a Universidade de Alberta e graduou-se em psicologia em 1984.[carece de fontes?]
Em 1985, mudou-se para Montreal para estudar na McGill University. Ele concluiu em 1991 seu doutorado em psicologia clínica, sob a supervisão de Robert O. Pihl e Maurice Dongier e permaneceu como um pós-doutorado na McGill do Hospital Douglas até 1993.

### Carreira
De 1993 a 1997 Peterson viveu em Arlington (Massachusetts), período em que lecionou e realizou pesquisas na Universidade de Harvard, trabalhando como professor assistente e adjunto do departamento de psicologia. Lá, ele estudou a agressividade decorrente do abuso de drogas e álcool. Depois de Harvard, ele voltou para o Canadá e assumiu um cargo Universidade de Toronto.[carece de fontes?]
Em 2004, a TVOntario produziu uma série de TV baseada no seu livro Maps of Meaning: The Architecture of Belief (Mapas do Significado: A Arquitetura das Crenças).
Em abril de 2017, aparentemente em retaliação por suas declarações sobre o projeto de lei C-16, Peterson teve negado verba de pesquisa solicitada à Social Sciences and Humanities Research Council. O canal jornalístico Rebel Media lançou uma campanha para angariar doações para o financiamento dessa pesquisa, que arrecadou $195,000 CAD, suficiente para dois anos de pesquisa.[carece de fontes?]

### Vida pessoal
Peterson casou-se com sua mulher, Tammy Peterson (nascida Roberts), em 1989 e tem dois filhos: uma filha, Mikhaila (nascida em 1992), e um filho, Julian (nascido em 1993).[carece de fontes?]
Filosoficamente, ele afirma ser um cristão ortodoxo. De acordo com Tim Lott, ele se inspira na filosofia da religião de Carl Jung, e mantém pontos de vista similares ao existencialismo cristão de Søren Kierkegaard e Paul Tillich. Ainda de acordo com Tim Lott, ele também demonstrou seu respeito aos ensinamentos do taoismo, que "vê a natureza como uma constante batalha entre ordem e caos, e que diz que sem essa batalha, a vida seria sem sentido".

## Debate com Slavoj Žižek
Felicidade: Capitalismo versus Marxismo, apelidado de "o debate do século" foi o debate entre o professor Jordan Peterson e o filósofo Slavoj Žižek, ocorrido no dia 19 de abril de 2019, no Sony Centre, em Toronto, no Canadá. O embate entre dos dois foi moderado por Stephen J. Blackwood, Peterson e Žižek concordaram em muitos pontos, incluindo o criticismo ao politicamente correto e políticas identitárias. Ambos são avessos ao comunismo e advocam por alguma forma de capitalismo regulado e também rejeitam a felicidade como objetivo primário para os indivíduos e sociedades.

### Contexto
Durante um evento na Cambridge Union Society, em novembro de 2018, Žižek disse que o trabalho de Peterson era pseudocientífico, classificou-o como seu inimigo e criticou as visões de Peterson quanto ao marxismo cultural. Peterson disse que poderia encontrá-lo "a qualquer hora e em qualquer lugar" para debater e então o encontro foi anunciado para o dia 28 de fevereiro de 2019, posteriormente mudado para o dia 19 de abril.

## Posicionamento político

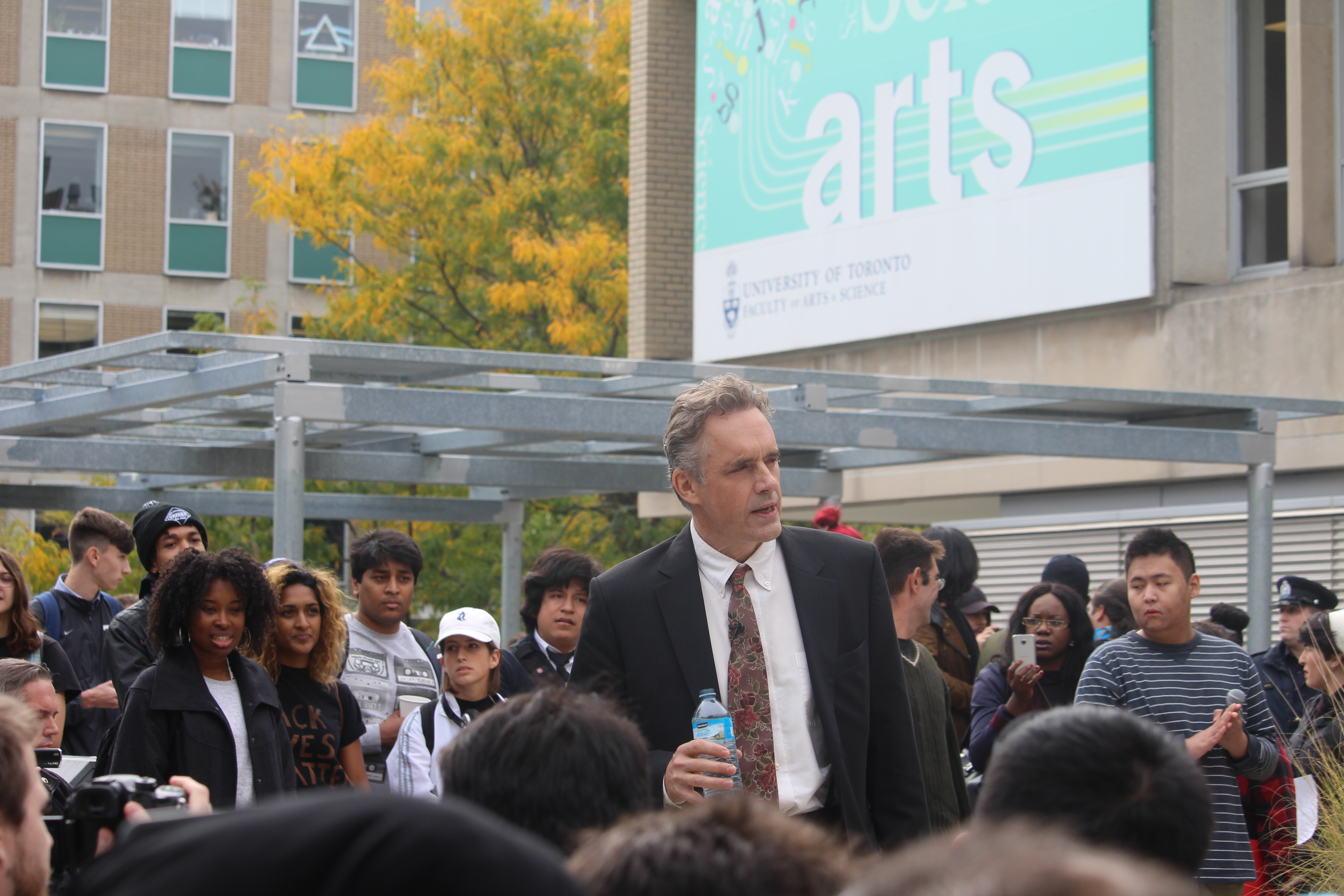
Discursando num encontro sobre liberdade de expressão, em 11 de Outubro de 2016, na Universidade de Toronto.

Politicamente, Peterson se descreve como um liberal clássico britânico tradicionalista.
Afirma ser geralmente apresentado como direitista, um rótulo que rejeita.
O New York Times descreve Peterson como "inclinado ao conservadorismo", enquanto o Washington Post o descreveu como "conservador". Escrevendo no Wall Street Journal, Yoram Hazony declarou: "O surpreendente sucesso de seus argumentos elevados sobre a importância da ordem fez dele o pensador conservador mais significativo surgido no mundo de língua inglesa em uma geração". Em artigo frequentemente referenciado pelo intelectual Noam Chomsky, Nathan Robinson, da revista Current Affairs, opina que Peterson foi visto "como tudo, desde um apologista fascista a um liberal iluminista, porque suas palavras vagas são uma espécie de teste de Rorschach no qual inúmeras interpretações podem ser projetadas."

### Críticas ao politicamente correto
Em 27 de setembro de 2016, Peterson divulgou no seu canal do YouTube a primeira palestra da série de vídeos, intitulada "O Medo e a Lei". No vídeo, ele afirmou que não iria usar pronomes recém-criados para designar preferência de gênero, em desacordo com a orientação da proposição governamental C-16. Sua oposição à C-16 foi baseada no cerceamento à liberdade de expressão, já que a proposição o obrigava a adotar palavras específicas, recém criadas, para designar pessoas.[carece de fontes?]
A série de vídeos atraiu críticas de ativistas transexuais, professores e sindicatos, que acusaram Peterson de fomentar a intolerância e o ódio. Protestos contra Peterson eclodiram no campus da Universidade de Toronto e a controvérsia atraiu a atenção da mídia internacional.[carece de fontes?]
| “ | Nunca vou usar palavras que odeio, como "el@" ou "elx", que são artificialmente construídas e estão na moda. Essas palavras são a vanguarda de uma ideologia radical esquerdista pós-moderna que eu detesto e que são, na minha opinião de profissional, surpreendentemente similares às doutrinas marxistas que mataram pelo menos 100 milhões de pessoas no século XX. Venho estudando o autoritarismo na direita e na esquerda por 35 anos. Escrevi um livro sobre o tópico, Maps of Meaning: The Architecture of Belief, que explora como as ideologias sequestram a linguagem e a mentalidade. O resultado dos meus estudos é que passei a acreditar que o marxismo é uma ideologia assassina. Eu acho que seus praticantes nas universidades de hoje deveriam ficar envergonhados de si mesmos por sua contínua promoção de ideias viciosas, inaceitáveis e anti-humanas, e por doutrinarem os estudantes com essas ideias. A partir de agora, portanto, não vou mais aceitar essas palavras ideologizadas pois, se o fizesse, eu viraria uma marionete nas mãos da esquerda radical, o que não tolero. Ponto final.[carece de fontes?] | ” |

Em resposta à polêmica, o departamento de recursos humanos da Universidade de Toronto enviou a Peterson duas cartas de advertência, observando que a liberdade de expressão deveria obedecer à legislação de direitos humanos e que a sua recusa em usar os pronomes pessoais escolhidos por alunos e professores poderia caracterizar discriminação.[carece de fontes?]
Em fevereiro de 2017, Maxime Bernier, candidato a líder do Partido Conservador do Canadá, afirmou que ele mudou a sua posição sobre o projeto de lei C-16 depois de uma reunião com Peterson.[carece de fontes?]

### Mudanças climáticas
Peterson duvida do consenso científico sobre mudanças climáticas. Declara-se "muito cético em relação aos modelos usados para prever as mudanças climáticas". Declarou também: "Você não pode confiar nos dados porque há muita ideologia envolvida".

### Pós-modernismo e política identitária
Peterson diz que os filósofos e sociólogos pós-modernos desde a década de 1960 construíram e ampliaram certos princípios fundamentais do marxismo e do comunismo, ao mesmo tempo em que parecem negar as duas ideologias. Ele diz que é difícil entender a sociedade ocidental contemporânea sem considerar a influência de uma tensão do pensamento pós-modernista que migrou da França para os Estados Unidos através do departamento de inglês da Universidade de Yale.[carece de fontes?]
Sua perspectiva sobre a influência do pós-modernismo nos departamentos de humanidades norte-americanos foi comparada às teorias da conspiração do marxismo cultural, incluindo seu uso errôneo de "marxismo cultural" e "pós-modernismo" como termos equivalentes e sua ideia de que a filosofia pós-moderna é uma derivação ou vertente do neo-marxismo. Acadêmicos como Matthew Sharpe da Deakin University e Tanner Mirrlees do Ontario Institute of Technology, por exemplo, consideram Peterson um dos principais responsáveis pela popularização da teoria da conspiração do marxismo cultural, em especial por suas alegações de que essa suposta ideologia seria um ataque à liberdade de expressão.
Diz que "disciplinas como estudos das mulheres devem ser financiadas" e aconselha os alunos a evitar disciplinas como sociologia, antropologia, literatura inglesa, estudos étnicos e raciais, além de outros campos de estudo que ele acredita terem sido corrompidos pela ideologia neomarxista.

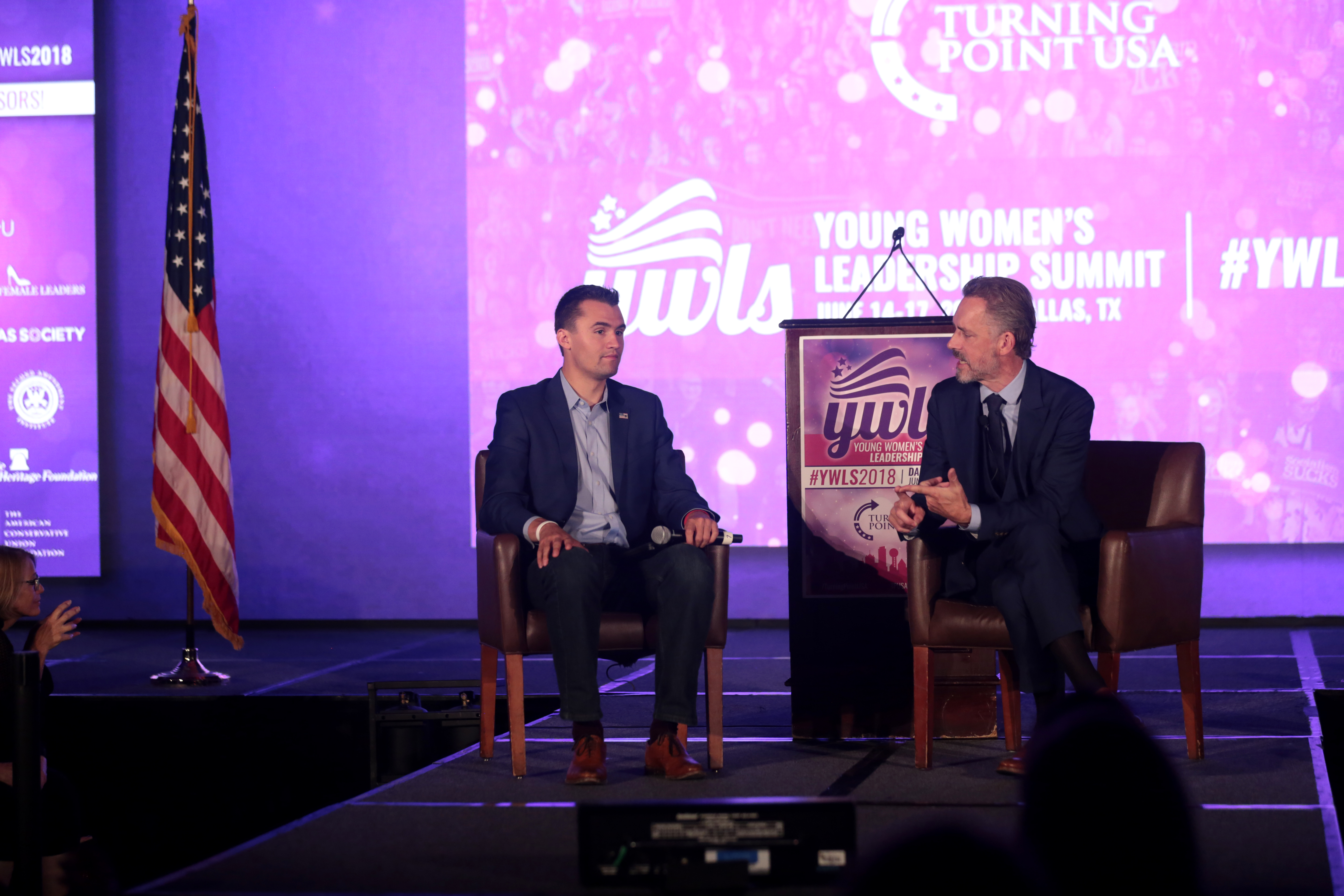
Charlie Kirk (esquerda, fundador do Turning Point USA) e Peterson (Dallas, EUA, 15 de Junho de 2018.

Afirma que esses campos, sob o pretexto de investigação acadêmica, propagam métodos não científicos, processos fraudulentos de revisão por pares para periódicos acadêmicos, publicações com zero citações, comportamento de culto, espaços seguros, e ativismo político radical de esquerda para estudantes. Propôs o lançamento de um site que usará inteligência artificial para identificar e mostrar o nível de ideologização em cursos específicos. Ele anunciou em novembro de 2017 que havia adiado temporariamente o projeto como "poderia elevar excessivamente a polarização atual".
Criticou o uso do termo "privilégio branco", afirmando que "o uso do termo privilégio branco, identificado com um grupo racial específico que depois sofrerá as consequências da existência deste mesmo grupo e de seus crimes hipotéticos, esse tipo de coisa tem que parar... [É] racista ao extremo". No que diz respeito à política identitária, enquanto a "esquerda a interpreta-a em nome dos oprimidos e a direita tende a interpretá-la em nome do nacionalismo e do orgulho étnico", ele considera tais interpretações "igualmente perigosas" e que, em vez disso, o que deveria ser enfatizado é o individualismo e a responsabilidade individual. Também se destacou no debate sobre apropriação cultural, afirmando que este promove a autocensura na sociedade e no jornalismo.

## Trabalhos

### Publicações
Em 1999, o livro Maps of Meaning: The Architecture of Belief (Mapas do Significado: A Arquitetura das Crenças), foi publicado pela editora Routledge. O livro, que levou 13 anos para ser concluído, descreve uma teoria sobre o a relação entre o significado das inúmeras narrativas religiosas e míticas e o funcionamento da mente humana.[carece de fontes?]
O principal objetivo da obra era explorar as razões por que indivíduos e grupos envolvem-se em condutas anti-sociais, em especial em atrocidades como o Gulag na URSS, os campos de concentração nazistas e o genocídio de Ruanda. Peterson usa a ciência e a neuropsicologia para analisar os sistemas de crença das sociedade do passado, e sua teoria é essencialmente fenomenológica. No livro, ele explora as origens do mal e postula que uma análise das ideias religiosas permite compreender a essência da moralidade.[carece de fontes?]
Em 2018, o livro 12 Regras para a Vida: Um antídoto para o caos, publicado pela Editora Alta Books. Neste livro, ele oferece doze princípios profundos e práticos sobre como viver uma vida com significado. A partir de exemplos vívidos de sua prática clínica e vida pessoal, bem como de lições extraídas das histórias e mitos mais antigos da humanidade, 12 Regras para a Vida oferece um antídoto para o caos em nossas vidas: verdades eternas aplicadas aos nossos problemas modernos.[carece de fontes?]
Em 2021, lançou o livro Além da Ordem, um seguimento do livro 12 Regras para a Vida: Um antídoto para o caos.[carece de fontes?]

### Projetos Online

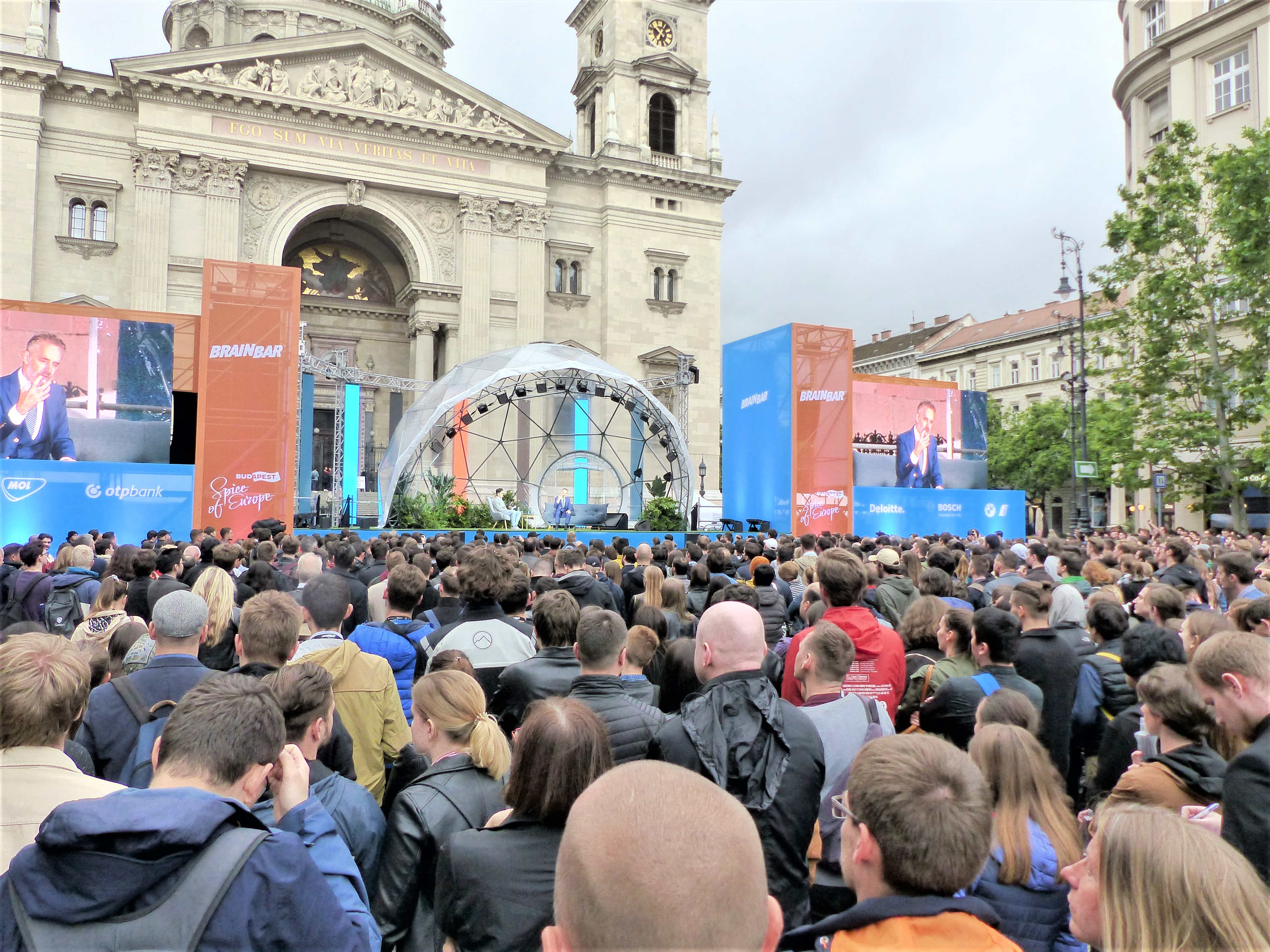
Peterson falando na Basílica de Santo Estêvão, Budapeste, Hungria em Maio de 2019.

Peterson desenvolveu uma série de exercícios de autoconhecimento, permitem ao usuário conhecer sua personalidade, em conformidade com o modelo de personalidade Cinco Grandes. Ademais, os exercícios propõem o estabelecimento de metas para o futuro e uma estratégia para alcançá-las. O programa foi usado com alunos de graduação daMcGill University visando melhoria acadêmica.[carece de fontes?]
O programa foi baseado em pesquisas realizadas por James W. Pennebaker na Universidade do Texas e Gary Latham na Rotman School of Management na Universidade de Toronto. Pennebaker demonstrou que escrever sobre traumas psicológicos e eventos nebulosos (grafoterapia) promove a melhoria da saúde mental, enquanto Latham demonstrou que exercícios de planejamento pessoal ajudam a tornar as pessoas mais efetivas.[carece de fontes?]
Peterson grava suas aulas, palestras e depoimentos e publica-os em seu canal do Youtube. Em dezembro de 2016, Peterson começou seu próprio podcast, o Jordan B. Peterson Podcast, que contava 43 episódios em abril de 2018. Também em abril, seu canal do YouTube ultrapassou um milhão de usuários inscritos e seus vídeos alcançaram 50 milhões de visualizações.

### Obras
- Maps of Meaning: The Architecture of Belief, 1999, ISBN 9780415922227
- 12 Regras para a Vida: Um antídoto para o caos, 2018, ISBN 9788550802756
- Além da Ordem: Mais 12 Regras para a Vida, 2021, ISBN 9780735278332

### Publicações selecionadas
- Peterson J. B.; Rothfleisch J.; Zalazo P.; Pihl R. O. (1990). «Acute alcohol intoxication and cognitive functioning». Journal of Studies on Alcohol. 51 (2): 114–122. doi:10.15288/jsa.1990.51.114
- Pihl R. O.; Peterson J. B.; Finn P. R. (1990). «Inherited Predisposition to Alcoholism: Characteristics of Sons of Male Alcoholics». Journal of Abnormal Psychology. 99 (3): 291–301. doi:10.1037/0021-843X.99.3.291
- Pihl R. O.; Peterson J. B.; Lau M. A. (1993). «A biosocial model of the alcohol–aggression relationship». Journal of Studies on Alcohol, Supplement. 11 (11): 128–139. doi:10.15288/jsas.1993.s11.128
- Stewart S. H.; Peterson J. B.; Pihl R. O. (1995). «Anxiety sensitivity and self-reported alcohol consumption rates in university women». Journal of Anxiety Disorders. 9 (4): 283–292. doi:10.1016/0887-6185(95)00009-D
- Peterson J. B.; Smith K. W.; Carson S. (2002). «Openness and extraversion are associated with reduced latent inhibition: Replication and commentary». Personality and Individual Differences. 33 (7): 1137–1147. doi:10.1016/S0191-8869(02)00004-1
- DeYoung C. G.; Peterson J. B.; Higgins D. M. (2002). «Higher-order factors of the Big Five predict conformity: Are there neuroses of health?». Personality and Individual Differences. 33 (4): 533–552. doi:10.1016/S0191-8869(01)00171-4
- Carson S. H.; Quilty L. C.; Peterson J. B. (2003). «Decreased Latent Inhibition Is Associated With Increased Creative Achievement in High-functioning Individuals». Journal of Personality and Social Psychology. 85 (3): 499–506. doi:10.1037/0022-3514.85.3.499
- DeYoung C. G.; Peterson J. B.; Higgins D. M. (2005). «Sources of openness/intellect: Cognitive and neuropsychological correlates of the fifth factor of personality». Journal of Personality. 73 (5): 825–858. doi:10.1111/j.1467-6494.2005.00330.x
- Carson S. H.; Quilty L. C.; Peterson J. B. (2005). «Reliability, Validity, and Factor Structure of the Creative Achievement Questionnaire». Creativity Research Journal. 17 (1): 37–50. doi:10.1207/s15326934crj1701_4
- Mar R. A.; Oatley K.; Hirsh J. B.; Paz J. D.; Peterson J. B. (2006). «Bookworms versus nerds: Exposure to fiction versus non-fiction, divergent associations with social ability, and the simulation of fictional social worlds». Journal of Research in Personality. 40 (5): 694–712. doi:10.1016/j.jrp.2005.08.002
- DeYoung C. G.; Quilty L. C.; Peterson J. B. (2007). «Between Facets and Domains: 10 Aspects of the Big Five». Journal of Personality and Social Psychology. 93 (5): 880–896. doi:10.1037/0022-3514.93.5.880
- Mar R. A.; Oatley K.; Peterson J. B. (2009). «Exploring the link between reading fiction and empathy: Ruling out individual differences and examining outcomes». The European Journal of Communication Research. 34 (4): 407–429. doi:10.1515/COMM.2009.025
- Hirsh J. B.; DeYoung C. G.; Xu X.; Peterson J. B. (2010). «Compassionate Liberals and Polite Conservatives: Associations of Agreeableness with Political Ideology and Moral Values». Personality and Social Psychology Bulletin. 95 (2): 655–664. doi:10.1177/0146167210366854
- Morisano D.; Hirsh J. B.; Peterson J. B.; Pihl R. O.; Shore B. M. (2010). «Setting, elaborating, and reflecting on personal goals improves academic performance». Journal of Applied Psychology. 36 (5): 255–264. doi:10.1037/a0018478
- Hirsh J. B.; Mar R. A.; Peterson J. B. (2012). «Psychological Entropy: A Framework for Understanding Uncertainty-related Anxiety». Psychological Review. 119 (2): 304–320. doi:10.1037/a0026767